# Hesperocorixa interrupta
Hesperocorixa interrupta är en insektsart som först beskrevs av Thomas Say 1825.  Hesperocorixa interrupta ingår i släktet Hesperocorixa och familjen buksimmare. Inga underarter finns listade i Catalogue of Life.